# Montjay (Hautes-Alpes)
Montjay [mɔ̃ʒɛ] ist eine französische Gemeinde im Département Hautes-Alpes in der Region Provence-Alpes-Côte d’Azur. Sie gehört zum Kanton Serres im Arrondissement Gap. 

## Lage
Montjay liegt am Fluss Blaisance. 
Die Gemeinde grenzt im Norden an L’Épine, im Nordosten an Montclus, im Osten an Chanousse, im Südosten an Étoile-Saint-Cyrice, im Süden an Villebois-les-Pins und im Westen an Sorbiers.

## Bevölkerungsentwicklung
| Jahr      | 1962 | 1968 | 1975 | 1982 | 1990 | 1999 | 2008 | 2012 |
| --------- | ---- | ---- | ---- | ---- | ---- | ---- | ---- | ---- |
| Einwohner | 129  | 102  | 76   | 83   | 86   | 79   | 100  | 27   |